# Třída Orkan
Třída Orkan (jinak též Projekt 660) je třída raketových člunů Polského námořnictva. Trojice člunů je dostavbou nedokončených člunů třídy Sassnitz původně stavěných pro východoněmeckou Volksmarine. Čluny už prošly jednou modernizací a jsou stále v aktivní službě.

## Pozadí vzniku

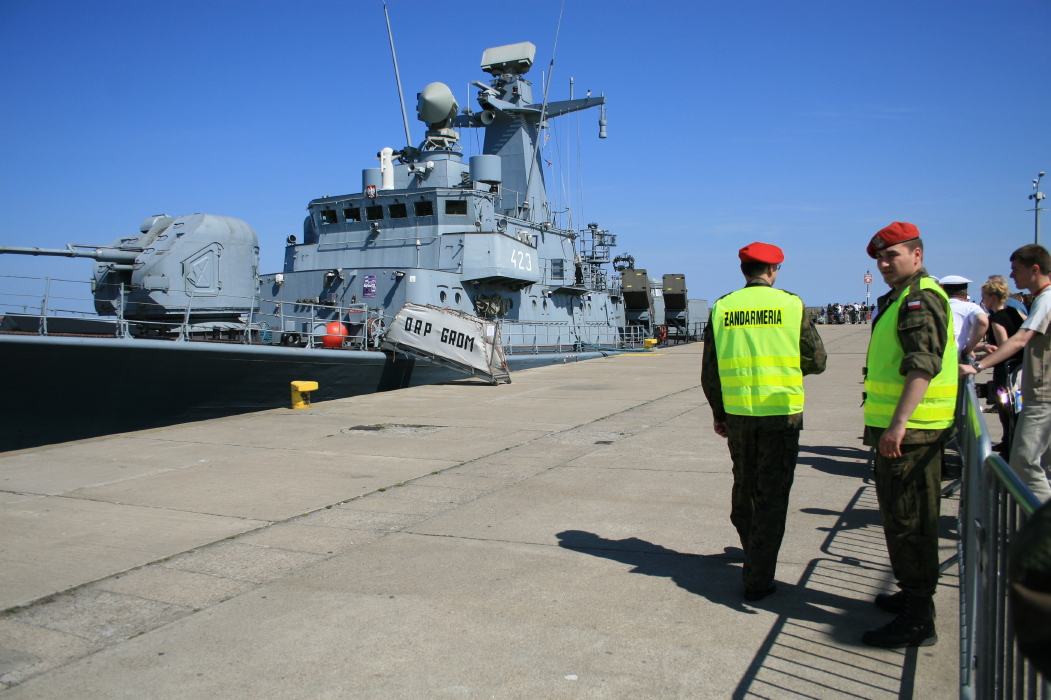
ORP Grom

Třída Orkan byla postavena s využitím trupů nedokončených východoněmeckých raketových člunů třídy Sassnitz (NDR stihlo do svého zániku dokončit jediný exemplář z osmi). Po sjednocení Německa byly trupy (s pohonným systémem) tří člunů prodány loděnicí VEB Peenewerft do Polska a dokončeny v Gdaňsku. V letech 1992–1995 byly do služby zařazeny jako Orkan (421), Piorun (422) a Grom (423). Stavbě dalších člunů zabránil nedostatek financí.
Čluny původně nenesly protilodní střely a sloužily pouze k hlídkování. V roce 2001 byl se společností Thales-NL podepsán kontrakt na modernizaci třídy, probíhající do roku 2007. Čluny dostaly nové senzory i výzbroj a v současnosti odpovídají standardům NATO.
Jednotky třídy Grom:
| Jméno        | Zahájení stavby | Spuštěna | Vstup do služby | Status  |
| ------------ | --------------- | -------- | --------------- | ------- |
| Orkan (421)  |                 |          | 18. září 1992   | aktivní |
| Piorun (422) |                 |          | 11. března 1994 | aktivní |
| Grom (423)   |                 |          | 28. dubna 1995  | aktivní |

## Konstrukce

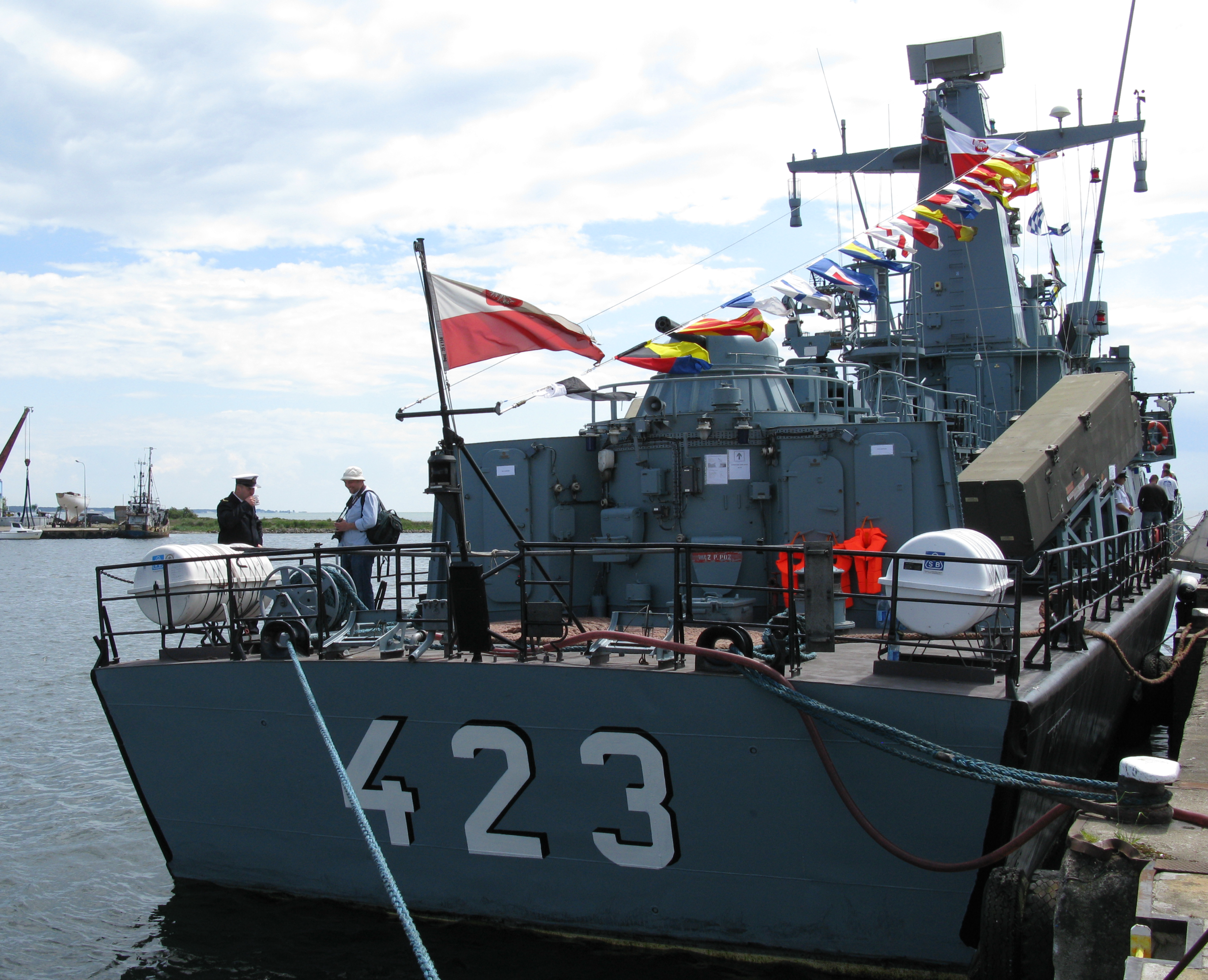
ORP Grom

Původní elektronické vybavení zahrnovalo protivzdušný radar NUR-27, středisko řízení palby Wympel AME a navigační radar SRN-443XTA.
Během modernizace všechny čluny dostaly bojový řídící systém TACTICOS (integrovány do něj jsou palubní kanóny a protilodní střely, radar pro řízení palby STING EO Mk2, nové komunikační a navigační vybavení, 3D přehledový radar Sea Giraffe AMB a navíc též protilodní střely RBS-15.
V dělové věži na přídi se nachází jeden dvouúčelový 76,2mm kanón AK-176M s dostřelem 15,5 km. Hlavní údernou výzbrojí člunů jsou čtyři protilodní střely RBS-15 Mk3 s dosahem 200 km. Pro bodovou obranu, zejména proti protilodním střelám, slouží jeden 30mm systém AK-630M s dosahem 4 km. Čluny rovněž nesou čtyřnásobný protiletadlový raketový komplet Strela-2M se zásobou celkem 12 střel.
Pohonný systém tvoří tři diesely M520 o výkonu 5400 koňských sil, roztáčející trojici lodních šroubů. Nejvyšší rychlost dosahuje 36 uzlů. Dosah je 1620 námořních mil.